# おかもとえみのピーチクパーチク
『おかもとえみのピーチクパーチク』は、2022年3月1日からblock.fmで放送されているラジオ番組である。

## 概要
フレンズ・おかもとえみによる初のラジオ番組である。パーソナリティになったのはblock.fm局長でもある☆Taku Takahashiの指名によるものであり、☆Takuは本番組のプロデューサーも兼任している。
番組ハッシュタグは当初は「#えみそんピーチクパーチク」であったが、第2回放送以降は「#えみピー」となっている。
番組のオープニングは毎回アニメ『美味しんぼ』をオマージュしたものとなっているが、これはおかもとの発案であり、セリフは毎回☆Takuが担当している。

## コーナー
今日のおせんべい
おかもとが放送中にせんべいを食レポするコーナー。しかしながら実食の後に「この煎餅も、また美味い。」と一言で締めるのが恒例である。なおこの一言の後にHIPHOPナンバーを流すのが通例である。
えみそん川柳
おかもとが思ったことを川柳形式で一言述べるコーナー。

## パーソナリティ
- おかもとえみ（フレンズ）

## 放送時間
- 毎月第1・第3火曜 22:00 - 23:00（JST）（2022年3月1日 - ）